# Franz Lippisch

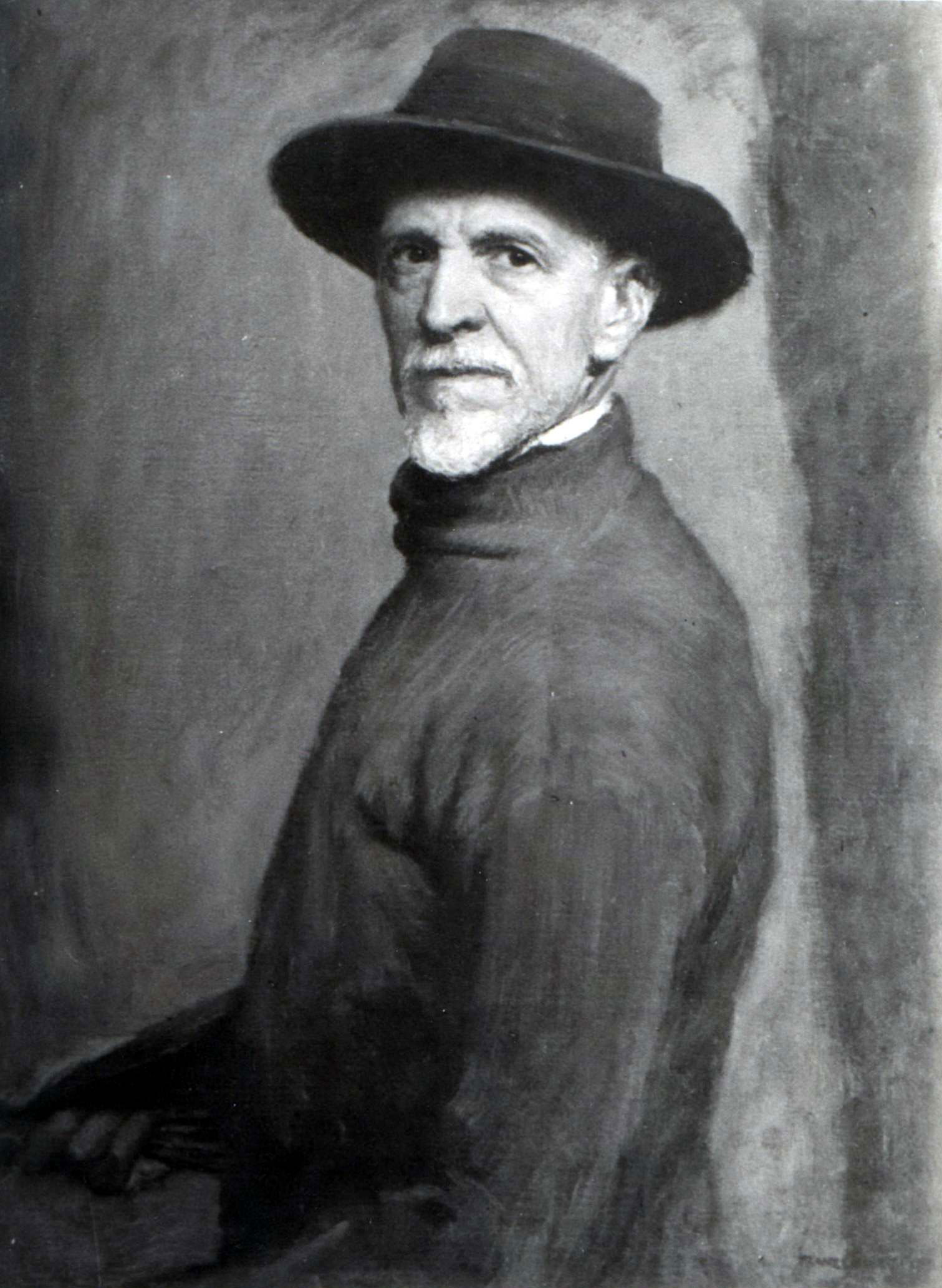
Franz Lippisch, Selbstbildnis, 1926

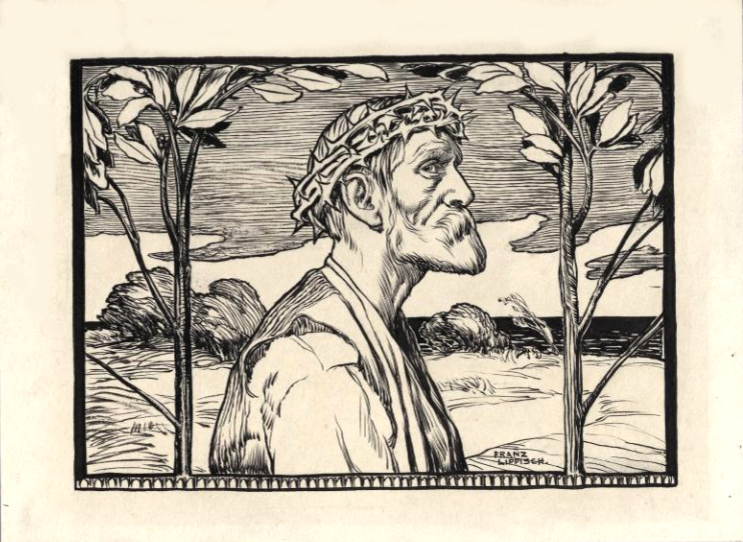
Buchleiste zu Leo Tolstoi, Auferstehung (1900)

Franz Lippisch (* 23. Januar 1859 in Hammerschneidemühle, Kreis Oststernberg; † 22. Februar 1941 in Jamlitz in der Niederlausitz) war ein deutscher Maler und Buchgrafiker.
Lippisch studierte an der Berliner Kunstakademie bei Carl Constantin Heinrich Steffeck und Paul Thumann. Er wurde von Hans von Marees beeinflusst. Nach seinem Studium leitete er die Vorbereitungsklasse der Berliner Kunstakademie. Er gehörte zu den Mitbegründern der Berliner Secession.
Er war als Buchkünstler für den Diederichs Verlag tätig und illustrierte u. a. Werke von Lew Tolstoi.
Lippisch war verheiratet mit Clara Commichau (1856–1942), einer Tochter des Textilindustriellen Rudolf Commichau aus Białystok und der Blanca von Hane. Kinder des Paares waren die Malerin Bianca Commichau-Lippisch (1890–1968) und der Flugzeugkonstrukteur Alexander Lippisch (1894–1976). 1915 kaufte Lippisch in Jamlitz ein Bauernhaus, um von Berlin dorthin zu ziehen. Hier wohnte er bis zu seinem Tod.